# Apolemia uvaria
Apolemia uvaria es una especie de cnidario hidrozoo de la  familia Apolemiidae,

## Descripción
Forma colonias flotantes que pueden llegan a alcanzar una longitud de hasta 30 m, aunque tiende a fraccionarse en partes más pequeñas, de entre 2 y 8 m.

## Distribución y hábitat
Se encuentra en el mar Mediterráneo y en los océanos Atlántico, Ártico, Índico, Pacífico y Antártico.
Es una especie epipelágica. Flota a la deriva, encontrándose hasta los 100 m de profundidad, aunque puede llegar a alcanzar los 800 m de profundidad.

## Comportamiento
Se alimenta principalmente de peces, crustáceos, salpas y medusas.

## Relación con el hombre
El contacto de este animal con la piel provoca un intenso escozor.